# Giorgio Biandrata
Giovanni Giorgio Biandrata (Saluzzo, 1516 – Alba Iulia, 5 maggio 1588) è stato un medico e un antitrinitario italiano.

## Biografia

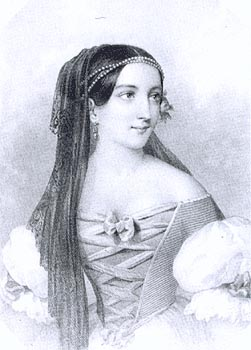
Isabella Jagiełło

Giorgio Biandrata fu il terzo figlio del nobile Bernardino, signore del castello di San Fronte, appartenente a un ramo della potente famiglia dei conti di Biandrata di San Giorgio. Dopo una prima istruzione compiuta a Saluzzo, studiò medicina a Montpellier, laureandosi il 15 novembre 1533. Tornato in Italia, dopo aver ottenuto il riconoscimento del proprio dottorato dalle Università di Pavia e di Bologna, si specializzò in ginecologia, pubblicando nel 1539 il manuale Gynaeceorum ex Aristotele et Bonaciolo a Georgio Blandrata medico Subalpino noviter excerpta de fecundatione, gravitate, partu et puerperio, una compilazione tratta dagli scritti di Aristotele e dall'Enneas muliebris di Ludovico Bonaccioli, dedicata alla regina di Polonia Bona Sforza e alla figlia di questa, Isabella Jagiełło, moglie di Giovanni I d'Ungheria, voivoda di Transilvania e re d'Ungheria.
Fu così che nel 1540 Biandrata fu chiamato alla corte di Sigismondo e di Bona Sforza come medico personale della regina. Da Cracovia passò nel 1544 ad Alba Iulia, dove la figlia di Bona, Isabella, vedova del re Giovanni, teneva la corte del precario principato di Transilvania, stretto tra gli opposti interessi dell'Impero di Ferdinando I e della Turchia. Quando la Transilvania passò sotto il diretto controllo dell'imperatore, Biandrata, che oltre l'attività di medico personale di Isabella svolgeva anche incarichi diplomatici, nel 1552 lasciò Alba Iulia per fare ritorno in Italia. Si stabilì a Mestre, da dove nel 1553 fu chiamato a Vienna a testimoniare nell'inchiesta che il nunzio Girolamo Martinengo aveva istruito per far luce sulla morte del cardinale Giorgio Martinuzzi, assassinato da agenti di Ferdinando I a causa della sua intelligenza politica con i Turchi.

### A Ginevra
Si stabilì a Pavia, da dove improvvisamente, nel 1556, partì per rifugiarsi a Ginevra, terra conquistata dal calvinismo. Non si sa da quando egli avesse abbandonato il cattolicesimo: già a Saluzzo erano presenti comunità valdesi, in Polonia, in Ungheria e in Transilvania circoli riformati, con personalità quali Lelio Sozzini, Francesco Lismanini e Francesco Stancaro, a Mestre gruppi antitrinitari, ma nessuna testimonianza attesta convinzioni riformate prima del suo trasferimento in Svizzera. È anche da rilevare che la famiglia Biandrata aveva tradizioni religiose eterodosse: nel XIV secolo aveva appoggiato la rivolta dolciniana e nel 1558 Alfonso Biandrata, il fratello primogenito di Giorgio, fuggirà anch'egli a Ginevra con la famiglia.

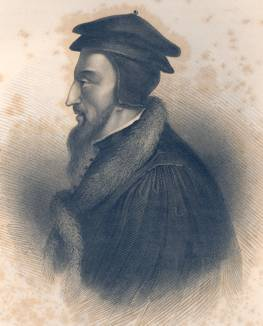
Giovanni Calvino

A Ginevra fu accolto nella comunità degli esuli italiani. La Chiesa italiana si costituiva di un collegio formato dal pastore, all'epoca Celso Martinengo, da un catechista, da quattro anziani e da quattro diaconi: il collegio si riuniva ogni settimana e si manteneva in stretto contatto con il Concistoro ginevrino, dominato dalla personalità di Calvino. Biandrata divenne presto uno dei quattro anziani e dal Consiglio cittadino ottenne l'anno successivo il diritto di residenza. La sua intimità con il Martinengo - egli era il medico curante della moglie di questi, l'inglese Jane Stafford - lo spinse a porgli interrogativi teologici concernenti la trinità divina e la natura di Cristo. Il Martinengo, ex-antitrinitario, intuì che lo scopo celato delle domande era quello di portare un attacco al dogma della divinità di Cristo e preferì rompere i rapporti con Biandrata, senza tuttavia sollevare pubblicamente il problema dell'ortodossia calvinista del medico piemontese.
Biandrata cominciò allora a rivolgere i propri interrogativi direttamente a Calvino: chiedeva come mai, se l'unico Dio è un'essenza di tre persone, Gesù non l'avesse mai detto, perché in nessuna parte delle Scritture fosse chiaramente indicato che Dio è uno in tre persone, quale si dovesse propriamente pregare delle tre persone, e se si potesse pregare Dio direttamente senza mediazioni, e quale fosse stata la posizione della Chiesa primitiva su questi problemi.
Le domande e le risposte erano date per iscritto - in modo da evitare possibili accuse di volontario fraintendimento - e a ogni risposta di Calvino seguivano nuove domande sulla divinità di Cristo, finché il riformatore francese, che cominciava a irritarsi, chiedendo a Biandrata di abbandonare «perfidiam et fallacias dolosque tortuosos», rispose con una lunga argomentazione a tutte le questioni postegli. Da questa si ricava la concezione portata avanti dal Biandrata, consistente in un'attenuazione del puro antitrinitarismo monoteistico, divenuto in lui un triteismo gradualistico: bastava «credere in un solo Dio Padre, in un solo Signore Gesù e in un solo Spirito Santo», senza ulteriori speculazioni su quell'unica essenza della quale la Scrittura non parla, considerando Padre il creatore, il Signore dal quale tutto proviene, e Cristo, il Signore attraverso il quale tutto è dato. Si trattava in sostanza delle tesi già esposte da Matteo Gribaldi, che gli erano costate il bando da Ginevra nel 1555.

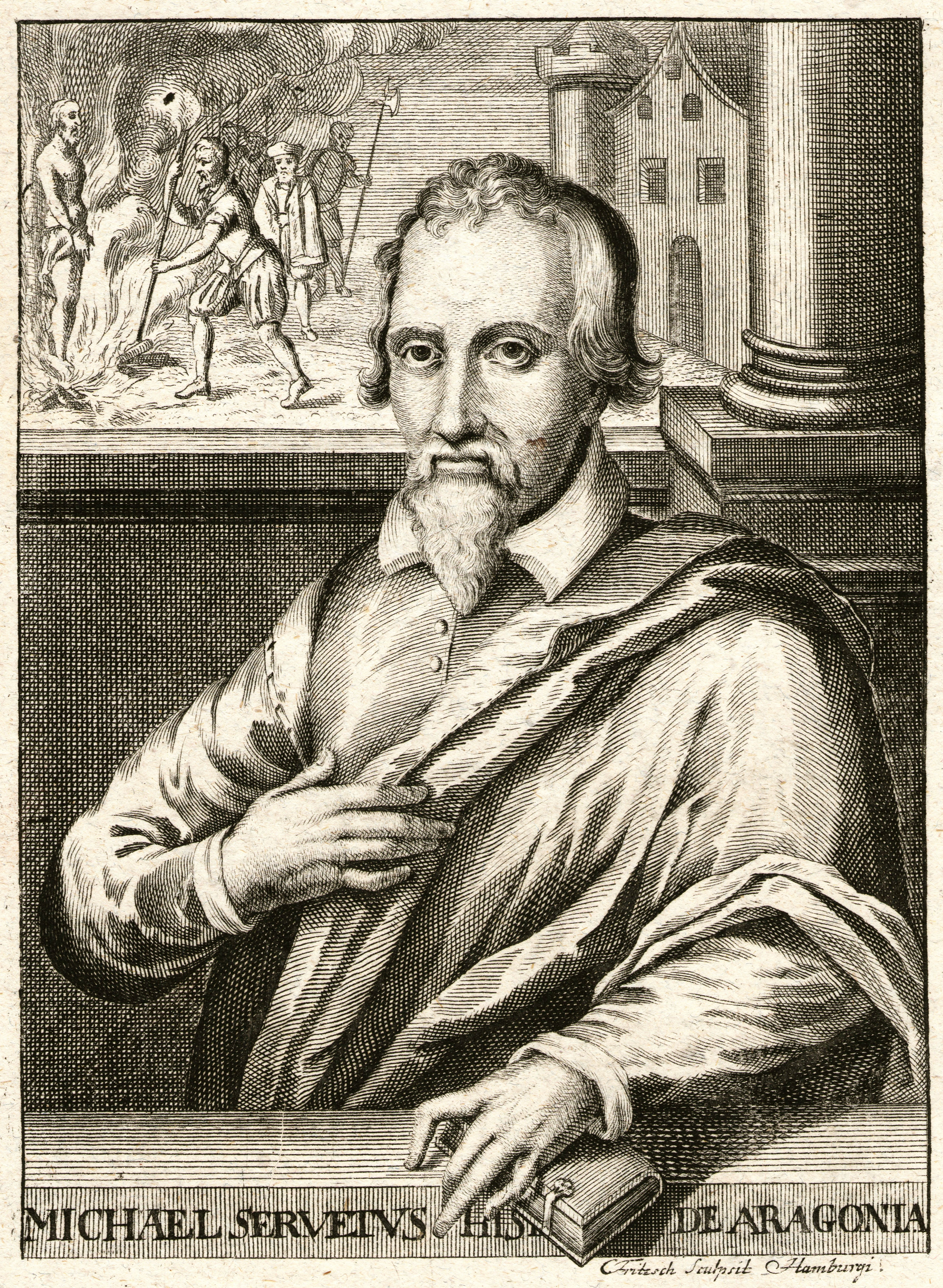
Michele Serveto

La rottura dei rapporti con Calvino avvenne quando il Biandrata gli chiese di condannare apertamente tutte le opinioni che contrastassero col suo pensiero. Biandrata giustificava la sua richiesta con il fatto che le dottrine degli altri riformatori, luterani e zwingliani, turbavano, diversamente da quella di Calvino, la sua coscienza, ma Calvino comprese, fosse o meno sincero il medico italiano, l'insidia della proposta, che avrebbe scatenato discussioni, discordie e fratture ulteriori nel movimento protestante, oltre ad accreditare l'accusa, già formulata e diffusa sul conto dello stesso Calvino dal tempo della condanna di Serveto, di intolleranza e di papismo.
Intanto, il 12 agosto 1557 moriva Celso Martinengo e il senese Lattanzio Ragnoni veniva chiamato a succedergli nella direzione della chiesa italiana. Questi, deciso a stroncare le opinioni antitrinitarie che circolavano nella comunità, diffuse soprattutto ad opera del Biandrata, di Giovanni Paolo Alciati e di Silvestro Teglio, convocò i tre italiani al concistoro, presente anche Calvino, il 18 maggio 1558, insieme con gli altri dissidenti Nicola Gallo, Ippolito da Carignano, Filippo Rustici e Francesco Porcellino, mentre Valentino Gentile si diede malato. Con qualche resistenza, fecero atto di sottomissione, ma furono ancora ammoniti quando le autorità religiose ginevrine ebbero notato che le loro opinioni non cessavano di circolare in città e a quel punto, mentre Teglio accettava la confessione di fede proposta dalle autorità, Biandrata e l'Alciati preferirono abbandonare Ginevra: l'Alciati si stabilì a Basilea, mentre Biandrata partì per Farges, nel cui castello risiedeva Matteo Gribaldi.
Da Farges passò a Berna per trovarvi il pastore Nicolaus Zurkinden, il quale, amico del Gribaldi e del Castellion, non era in buoni rapporti con Calvino; da Berna Biandrata si trasferì a Zurigo, dove fece visita a Pietro Martire Vermigli cercando di trarlo alle sue tesi. Durante le loro discussioni, Vermigli volle consultare il Bullinger, il teologo più influente della chiesa di Zurigo, che gli consigliò di troncare ogni rapporto col Biandrata: così avvenne e, dopo una sosta a Basilea, il medico saluzzese si diresse verso la Polonia.

### In Polonia
Nel novembre del 1558 Biandrata si stabilì a Pińczów, presso Cracovia. Qui vivevano il Lismanini, lo Stancaro e il polacco Pietro Gonesio, un attivo seguace del Gribaldi. In Polonia, dove era allora concessa libertà religiosa a tutte le confessioni cristiane, anche le dottrine antitrinitarie erano piuttosto diffuse e il paese assisteva in quel tempo all'emigrazione di non pochi evangelici, come il piemontese Prospero Provana, che vi aveva conseguito l'influente incarico di appaltatore delle imposte sul sale, mentre Lelio Sozzini faceva il suo ingresso in Polonia alla fine di quell'anno. Biandrata, dopo un viaggio in Transilvania, compiuto nel giugno del 1559 per assistere Isabella Jagiełło ormai morente, alla fine dell'anno faceva ritorno a Pińczów.

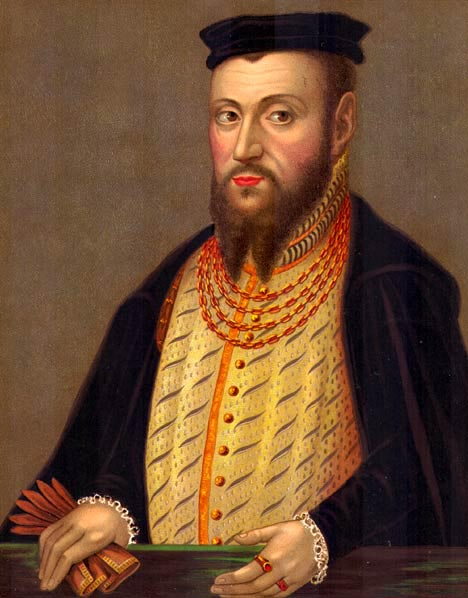
Sigismondo II di Polonia

Biandrata e Lismanini furono nominati dal re Sigismondo, figlio della scomparsa Bona Sforza, suoi rappresentanti al sinodo di Pińczów, che si tenne nel maggio del 1560, poi Biandrata, invitato dal principe Nikolaj Radziwiłł, rappresentò la chiesa riformata di Pińczów presso quella di Wilno (Vilnius), e in settembre fu eletto, con il Lismanini, coadiutore di Felix Cruciger, il sovrintendente della Chiesa riformata polacca, segni, questi, non solo del prestigio acquisito da tempo presso i nobili polacchi, ma anche del fatto che egli aveva mantenuto in tutto questo periodo un basso profilo, evitando di esternare posizioni teologiche che potessero provocare discussioni e polemiche.
Memore dell'organizzazione politica ginevrina, nella quale l'influsso dei pastori era particolarmente rilevante, Biandrata propose che solo gli anziani laici reggessero le singole chiese, escludendo i pastori, le cui funzioni dovevano limitarsi alla predicazione e all'insegnamento della dottrina cristiana. La proposta fu tuttavia respinta e fu stabilito di scegliere gli anziani in parte tra i laici e in parte tra gli ecclesiastici.
Intanto Calvino, che con preoccupazione seguiva dalla Svizzera le vicende polacche, metteva in guardia i suoi seguaci polacchi dal Biandrata e dallo Stancaro, come scriveva nella prefazione al suo Commentario agli Atti degli Apostoli dedicato al principe Radziwiłł. Per cercare di porre termine alle accuse di Calvino il Biandrata accettò di firmare una confessione di fede proposta nel sinodo di Pińczów, nel gennaio del 1561, e in quello di Cracovia nel successivo dicembre, presentandola e dandone lettura nel sinodo di Xionz del 10 marzo 1562 e ancora il 2 aprile successivo a Pińczów, con la quale, rigettando tanto Serveto che il triteismo, dichiarava di credere «in un Dio Padre, in un Signore Gesù Cristo suo Figlio e in uno Spirito Santo, ciascuno di essi essendo una essenza di Dio» e di «detestare la pluralità di dei, poiché per noi esiste un solo Dio, essenzialmente indivisibile, e di ammettere tre distinte ipostasi: l'eterno Dio, il Figlio e lo Spirito Santo, in quanto persone sostanzialmente distinte ciascuna dalle altre due».
Tuttavia, nella confessione si ribadisce la necessità di rifarsi alla Scrittura nelle definizioni di Dio, senza utilizzare armamentari filosofici tratti dalla Scolastica, senza «tutta quella mitologia di monaci sul Dio trinitario e tutte quelle voci profane». Lo stesso calvinista Teodoro Beza, polemizzando contro il Gentile, aveva dovuto ammettere che il dogma trinitario si fonda su un apparato filosofico che è estraneo alle Scritture testamentarie.
Calvino non credette alla sincerità di quella professione di fede e rispose con la Brevis Admonitio ad Polonos e infine con una Epistola ad Polonos, che non scossero, per il momento, la convinzione dei riformati polacchi dell'ortodossia del Biandrata, del quale era anzi molto apprezzata la volontà, da lui decisamente sottolineata, di attenersi alle indicazioni delle Scritture nell'affrontare le questioni teologiche. Nello stesso tempo, Biandrata aveva intrapreso con successo una cauta ma costante propaganda contro la tradizionale dottrina della Trinità che venne infatti condannata nel 1563. La teoria antitrinitaria si affermava così in una consistente parte delle chiese polacche, anche grazie all'opera del suo allievo Grzegorz Paweł, traduttore in polacco degli scritti di Fausto Sozzini.

### In Transilvania

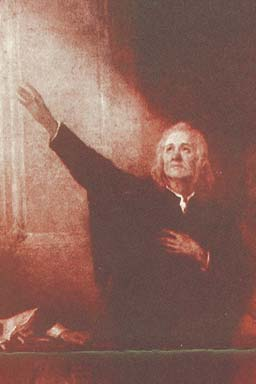
Ferenc Dávid

Biandrata, certo di lasciare in buone mani la continuazione dell'opera sua, poteva così accettare la proposta del re di Transilvania Giovanni Sigismondo Zápolya, il figlio di Jan Zápolya e di Isabella Jagiełło di trasferirsi ad Alba Iulia in qualità di medico di corte. Vi giunse nel settembre 1563: venne ricoperto di onori, ricevette in dono tre feudi ed ebbe la nomina di consigliere reale.
In Transilvania, la regina Isabella aveva concesso già nel 1557 piena tolleranza alle tre confessioni cristiane, la cattolica, la luterana e la riformata (calvinista), tolleranza ribadita nella dieta di Turda nel 1563, ma non per questo erano cessati i contrasti religiosi tra luterani e calvinisti, per comporre i quali il re, in occasione della dieta di Sighișoara, inviò il Biandrata come suo rappresentante al sinodo di Nagy Enyed (Aiud), che si aprì il 9 aprile 1564. Egli appariva particolarmente adatto a comporre le divergenze, non solo per la stima di abile diplomatico goduta a corte, ma anche perché egli sembrava uomo al di sopra delle parti, non manifestando pubblicamente alcuna definita convinzione religiosa.
Al sinodo Biandrata fece subito amicizia con Ferenc Dávid, già il principale esponente della Chiesa luterana, «infaticabile, tenace nel perseguire il proprio fine, eloquente e inesauribile nei ragionamenti», ma che ora propugnava un accordo tra luterani e calvinisti efficace, nella sua opinione, al progresso della Riforma cristiana. Il sinodo non si concluse positivamente e le due confessioni rimasero separate: il Dávid passò formalmente al calvinismo e cercò di organizzare la Chiesa riformata su nuove basi, concordate con il Biandrata, che intanto, nel 1566, lo faceva nominare predicatore della corte di re Zápolya.
Il nuovo fondamento della Chiesa cristiana riformata doveva essere la restaurazione del monoteismo cristiano, con il rifiuto del dogma trinitario espresso nel Credo atanasiano. Nel sinodo di Torda del 24 marzo 1566, a cui Biandrata partecipò, il Dávid espresse pubblicamente le sue tesi antitrinitarie quale atto di fondazione della nuova Chiesa unitariana, che furono approvate malgrado l'opposizione del maggior rappresentante calvinista, il teologo ungherese Pietro Melio (Péter Juhász) che si rifece l'anno dopo nel sinodo di Debrecen, facendo approvare un'ortodossa Confessio helvetica. Contro il Melio reagì il Biandrata con la Demonstratio falsitatis Petri Melii et reliquorum sophistarum per antithesis cum refutatione antitheseon veri et Turcici Christi, ma soprattutto nei due libri della De vera et falsa unius Dei, Filii et Spiritus Sancti cognitione, Biandrata e Dávid esposero nel 1568 la dottrina unitaria e antitrinitaria.

#### La «De falsa et vera cognitione»
Pubblicata senza indicazione del nome degli autori, indicati genericamente in ministris Ecclesiarum in Sarmatia et Transylvania, l'opera, attribuibile soprattutto a Biandrata e a David Ferencz, contiene anche, sempre anonima, la Brevis explicatio in primum Ioannis caput di Lelio Sozzini.

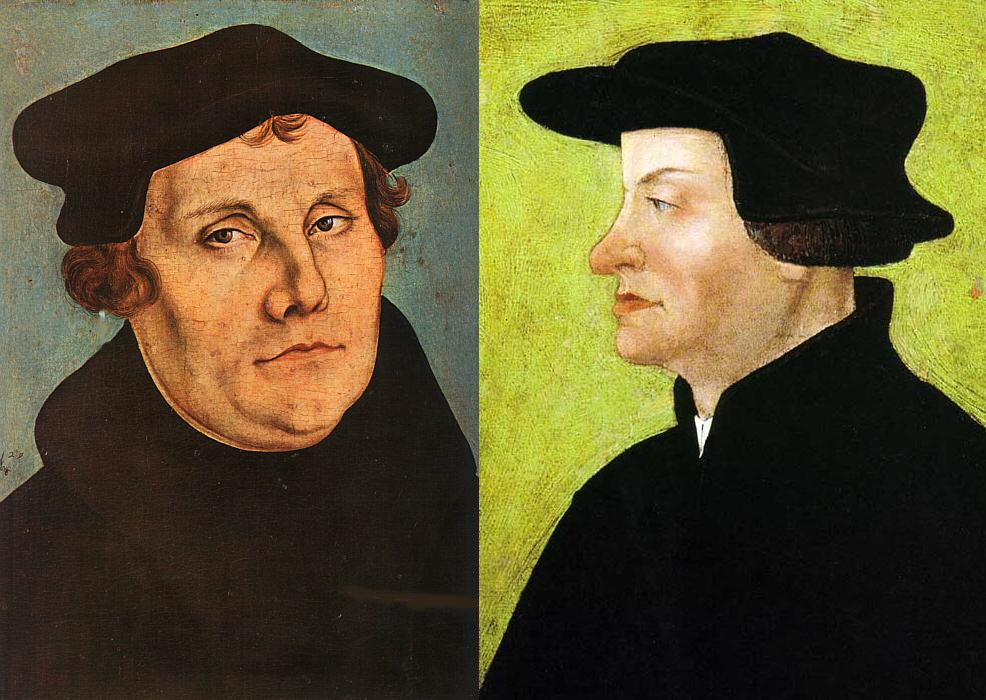
Lucas Cranach il vecchio: Lutero e Zwingli

La De vera et falsa cognitione è una sorta di storia del cristianesimo nella quale la dottrina antitrinitaria assume il ruolo della vera dottrina cristiana di contro alla concezione trinitaria, vera e propria opera dell'Anticristo il quale, non potendo cancellare la pura dottrina cristiana presente nelle Scritture, «predicò che l'unico Dio era trino, aggiungendo altre sue teorie mediante i padri, i concili e la propria Chiesa, con il pretesto di combattere gli eretici». Dopo aver ammesso un Dio di tre persone e un Cristo di due nature, non fu difficile «seminare diversi battesimi, cene, sacramenti, mediatori e vie alla salvezza»: in questo modo, nelle comunità cristiane si è sovrapposto il dominio di una gerarchia su tutto il popolo. Non c'è da meravigliarsi se da tanti sepolcri dell'Anticristo finisse per risorgere il Cristo vero: questa fu la fatica di Lutero e di Zwingli e questo vuole essere il proposito degli autori dello scritto, «combattere i nemici della verità, le cui armi sono le calunnie, le maledizioni, il ferro e il fuoco», con la speranza che Dio «ci restituisca il suo Cristo degli umili».
Il dogma trinitario che ci è stato tramandato da secoli è una costruzione intellettualistica: «il principale fondamento di tutti gli errori fu quella vanità filosofica dei Greci», i quali, non comprendendo le Scritture, ecogitarono il dogma trinitario e la duplice natura di Cristo. La conseguenza fu che l'Oriente passò ai seguaci di Maometto ed «egualmente gli Ebrei si allontanarono da questa dottrina. Ma anche i filosofi deridono i Cristiani perché concepiscono più Dei: vedi Averroè».
Dopo l'anno mille, quando le dispute teologiche andavano diminuendo, «diabolicamente si utilizzò un altro stratagemma, la fondazione a Parigi della Sorbona, la madre di tutte le accademie». Contro questo regno dei teologi si levò per primo «Gioachino da Fiore, insigne profeta del suo tempo», cui seguirono molti altri, da Abelardo a Erasmo, da Juan de Valdés a Serveto e a Ochino, da Girolamo Busale a Lelio Sozzini, da Valentino Gentile a Grzegorz Paweł.
L'opera di restaurazione della vera dottrina cristiana iniziò, secondo gli autori del trattato, da Lutero, che cominciò però non «dal più alto cardine della vita eterna», ma, «reclamando e contendendo duramente», dalla fine, dalla remissione dei peccati, mentre Zwingli sbarazzò la Chiesa dagli altari, dagli idoli e dalle altre superstizioni: essi ebbero successo grazie alla protezione di principi potenti. Altri riformatori, come Bucero, Ecolampadio, Andreas Musculus, Vermigli, Calvino, Pierre Viret, Ochino, dimostrarono come «non ci possa essere nessuna speranza in un ritorno alla Chiesa romana».
Venne infine il momento di esaminare la concezione di Dio e di Cristo: Erasmo «per primo mosse questa pietra», poi sorse Serveto «a scrivere dell'unico Dio Padre e del figlio suo contro la dottrina ricevuta» ma, privo di protettori, «fu bruciato a Ginevra dal suo antagonista Calvino, con offesa di molti spiriti pii, ma confermò con il sangue la sua dottrina» e rimasero i suoi scritti. Avvenne infatti quello che era successo quando il popolo ebreo, in vista della terra promessa, fu spaventato dagli esploratori che gli parlarono della forza dei Cananei, facendolo tornare indietro: i primi riformatori, che avevano intravisto «l'intatta terra di Canaan, cioè la pura dottrina di Cristo e degli apostoli», si spaventarono «del potere dei re, dei padri, dei concili, delle Chiese», allontanando il popolo dalla purezza della dottrina e affrontandosi in dispute e condanne. «Lutero condannò Zwingli ed entrambi condannarono gli anabattisti», che furono uccisi, con Serveto e Gentile, e tanti altri perseguitati, così che non fossero rivelati i misteri divini.
La purificazione della Chiesa verrà presto con il ritorno alla lettera delle Scritture, dopo aver respinto i «commenti di tutti quegli uomini, i simboli, i concili e le vecchie abitudini» e dopo aver «apertamente e pubblicamente smascherato i Trasoni blasfemi e i sanguinari Aristarchi» che ostacolano la via a una riforma compiuta. Occorre «con una mano difendersi da loro e con l'altra costruire», perché i nemici insinuano falsamente che i veri cristiani vogliano «la defezione dai principi, rifiutino i tributi e muovano alla sedizione», come hanno fatto per ottenere la persecuzione degli anabattisti.

#### L'«Antithesis»

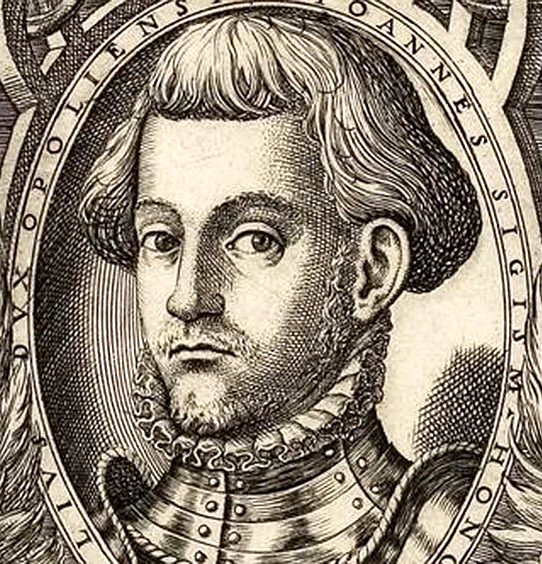
Giovanni Sigismondo Zápolya

Nel contemporaneo scritto Antithesis pseudochristi cum vero illo ex Maria nato, Biandrata delinea e contrappone le due figure di Cristo che sono state rappresentate storicamente: uno è il Cristo divino del papa e dei teologi, il Verbo, la seconda persona della Trinità, un «Cristo ricco, circondato da re, principi, magistrati», ai quali donò città, terre e decime, che costringe con la spada, con il carcere e la proscrizione ad accogliere la sua religione senza preoccuparsi in che modo si creda, purché lo si adori con gesti esteriori, non conosciuto con il cuore, ma con la bocca.
L'altro è il «Cristo povero nato sulla terra», perseguitato, ripudiato dagli Ebrei, disprezzato dal mondo, «che stava povero tra i poveri, che comandava loro di pregare per il pane quotidiano, non di estorcere decime annuali», che «non aveva un seguito di signori, di re e di magistrati, perché non c'era nessuna spada nella sua Chiesa». Questo «vero Cristo nato da Maria» si oppone radicalmente allo pseudo-Cristo dei teologi, e all'opposizione della sua natura esclusivamente umana a quella divina corrisponde un'opposizione politica e sociale: il Cristo uomo sta con i poveri e gli umili, che a loro volta si riconoscono in lui; il Cristo trinitario sta con i ricchi e i potenti, che difendono la sua immagine di persona divina e la religione che su quella figura è stata storicamente costruita.
Il Biandrata abbandonava così il triteismo, per il quale le tre persone sono tutte di natura divina, per quanto le altre due siano subordinate al Padre, per abbracciare un compiuto antitrinitarismo, nel quale Cristo è soltanto uomo. All'attacco del professore di Wittenberg Georg Major, formulato nel suo De uno Deo et tribus personis adversus F. Davidis et G. Blandratam, Biandrata e Dávid risposero nel 1569 con la Refutatio scripti Georgii Maioris, mentre nel De regno Christi et de regno Antichristi, comprendente il Tractatus de paedobaptismo et circumcisione, dedicato a re Giovanni Sigismondo, i due autori condensavano la Christianismi restitutio di Serveto, che il Biandrata aveva fatto tradurre dal suo allievo Pawel. La vicinanza con le teorie degli antitrinitari anabattisti è testimoniata nella Brevis enarratio disputationis Albanae nella quale Biandrata si dichiara contrario al battesimo degli infanti: chi infatti vuol farsi cristiano, deve spogliarsi del «vecchio uomo» e diventare una nuova creatura, ma «gli infanti non possono farlo» ed è bene che prima s'insegni e poi si battezzi.

### L'eguaglianza delle confessioni cristiane

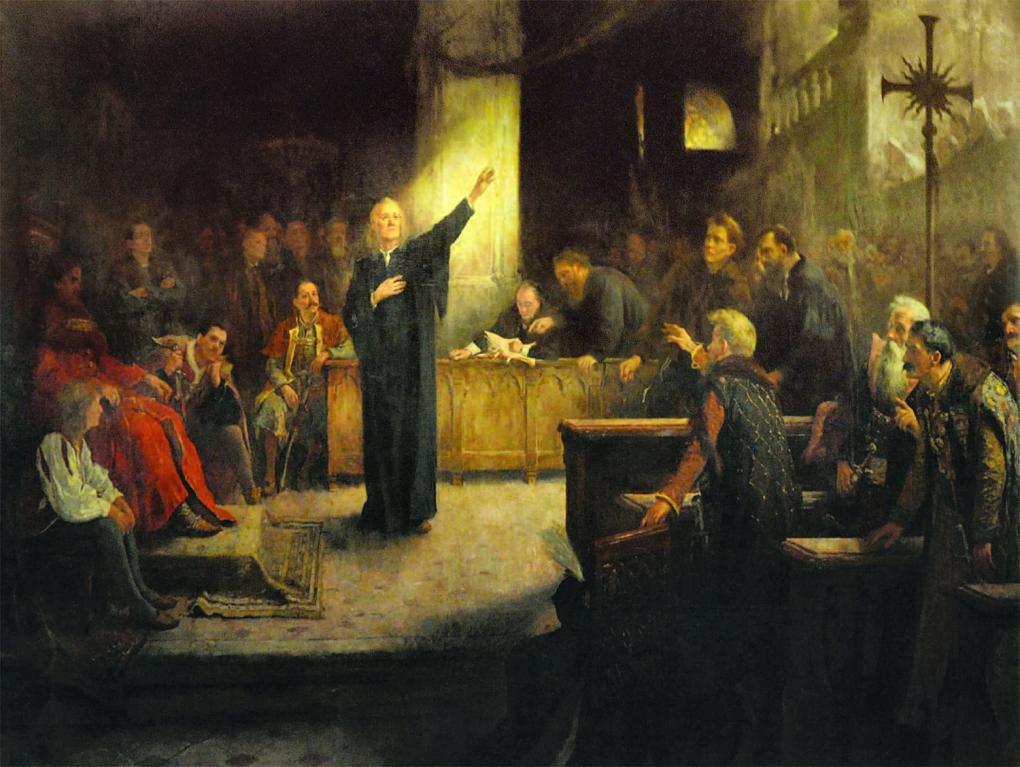
Ferenc Dávid alla dieta di Torda del 1568

Nella dieta di Torda (Turda), tenutasi dal 6 al 13 gennaio 1568, fu proclamata la libertà religiosa: «Noi confermiamo che ogni oratore predicherà il vangelo secondo le proprie convinzioni [...] Nessuno può essere criticato a motivo della propria religione. Nessuno può minacciare un altro di prigione o di privarlo delle sue funzioni a motivo della sua professione di fede, perché la fede è un dono del Dio dell'ascolto e quest'ascolto è concepito dalla parola di Dio».
I successi nella costruzione della Chiesa unitariana operata da Biandrata e da Dávid ebbero il loro coronamento nel sinodo di Alba Iulia del marzo 1568, nel quale, dopo nove giorni di discussioni con l'opposizione calvinista, il re dichiarò vincenti le tesi unitariane. Il successo fu replicato anche nel sinodo di Gran Varadino dell'ottobre del 1569, finché nella dieta di Marosvásárhely (Târgu Mureș), tenuta dal 6 al 14 gennaio del 1571, il re Giovanni Sigismondo, confermando la risoluzione presa tre anni prima, proclamò legge del regno la piena uguaglianza di tutte le confessioni cristiane, fossero unitarie, cattoliche, calviniste o luterane: «l'unica volta che nella storia c'è stato sul trono un re "unitario", e al potere un governo "unitario", questo potere non è stato usato per opprimere altre forme di religione, né per assicurare alla propria eccezionali privilegi, ma per insistere sulla concessione di diritti e privilegi eguali per tutti».
Due mesi dopo, il 14 marzo 1571, moriva Giovanni Sigismondo e, malgrado l'opposizione degli unitari, al trono salì il cattolico István Báthory il quale, pur confermando la legge di eguaglianza delle confessioni, nella dieta convocata a Torda il 14 maggio 1572 introdusse la cosiddetta legge del divieto d'innovazione religiosa: nessuna confessione poteva introdurre innovazioni teologiche. La disposizione poteva anche essere volta a impedire i conflitti religiosi interni che tali discussioni potevano favorire, ma finiva per danneggiare la più giovane confessione unitaria, nella quale era tuttora in corso un processo di elaborazione dottrinale. Allo scopo di rafforzare la nuova legge, il 17 settembre il Báthory introdusse anche la censura preventiva sui libri di nuova pubblicazione e confiscò la tipografia unitariana di Alba Iulia.
Con la sua salita al trono la corte fu rinnovata, gli unitariani furono licenziati e in particolare il Dávid vi perdette l'incarico di predicatore, mentre Biandrata fu confermato nei suoi incarichi di medico e di consigliere. Come tale, dopo la rinuncia, nel 1574, al trono polacco di Enrico di Valois, nel novembre 1575 Biandrata fu incaricato di sostenere a Varsavia la candidatura del Báthory al trono di Polonia, missione che egli svolse con successo presso i nobili polacchi, così che István Báthory poté essere incoronato re di Polonia il 16 gennaio 1576. A reggere il voivodato di Transilvania fu eletto Kristóf Báthory, fratello di István, un cattolico intransigente.

### La rottura con Ferenc Dávid
Concependo Cristo soltanto come un uomo, nella Chiesa unitariana si pose subito il problema se Cristo potesse essere o meno «adorato» e se i fedeli potessero o meno indirizzargli preghiere. Dávid, dal 1576 sovrintendente della Chiesa, apparteneva alla corrente dei non-adorantisti, contrariamente al Biandrata, il quale probabilmente temeva soprattutto che l'introduzione di una tale formale innovazione danneggiasse politicamente il movimento antitrinitario e rischiasse di provocare gravi divisioni al suo interno.

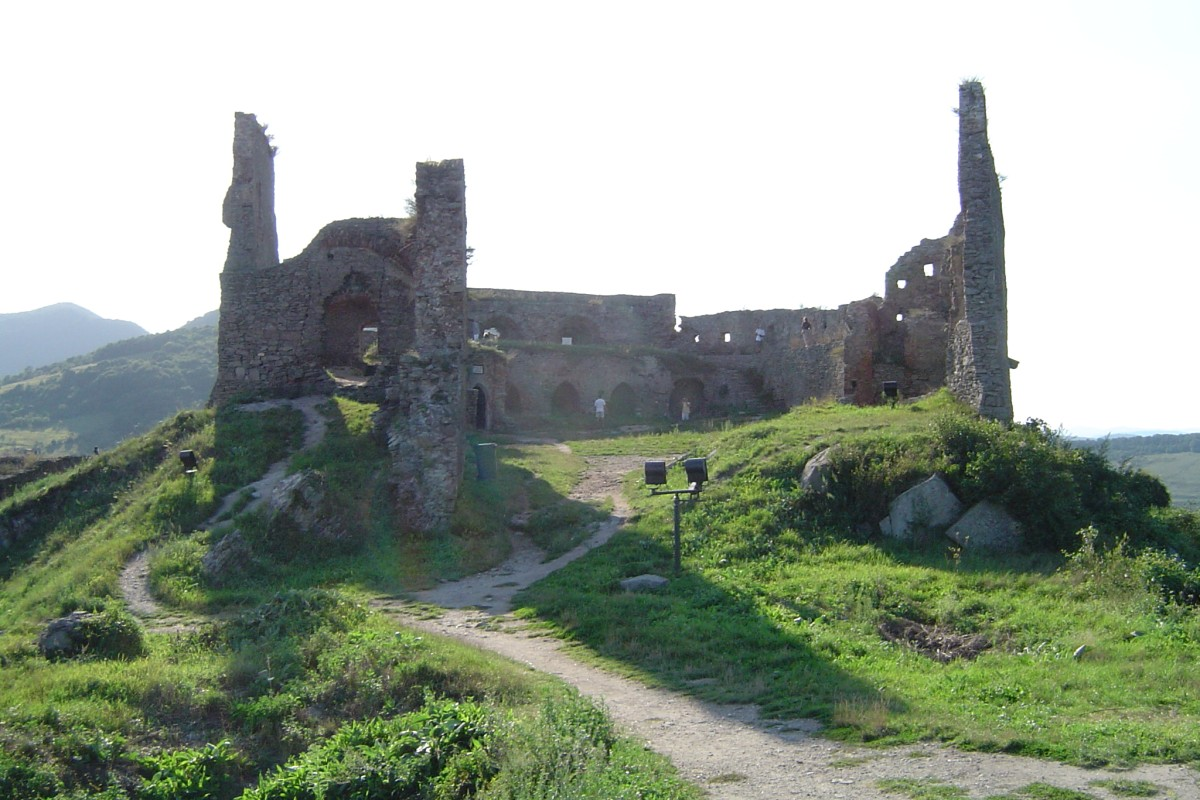
Le rovine della fortezza di Déva

Nel marzo del 1578 Biandrata fece anche intervenire il Sozzini dalla Polonia perché convincesse Dávid a desistere e, dopo il fallimento dei loro colloqui a Kolozsvár (Cluj-Napoca), decise di portare la questione di fronte alle chiese unitariane polacche, perché si pronunciassero sul problema dell'adorantismo, con l'intesa che la loro decisione fosse adottata comunemente da tutte le chiese di Transilvania, di Polonia, di Moldavia e di Lituania. Nello stesso tempo denunciò il Dávid per violazione della legge sull'innovazione, ma il sinodo di Torda, il 28 febbraio 1579, respinse l'accusa, sostenendo che non si trattava di innovare ma di sviluppare una dottrina già esistente.
Biandrata portò allora la questione davanti al reggente: Kristóf Báthory confinò Dávid nella sua casa di Kolozsvár per proibirgli di predicare e convocò una dieta per dirimere la questione. Il 2 giugno 1579, alla dieta di Gyulafehérvár (Alba Iulia), accusato di violazione della legge sull'innovazione, Dávid si difese sostenendo di non essere un innovatore, poiché egli aveva sempre insegnato che Cristo era un uomo e che le Scritture impongono soltanto il culto di Dio. Ma la dieta gli diede torto e, in quanto riconosciuto riformatore religioso, Ferenc Dávid fu condannato al carcere a vita nella fortezza di Déva (Deva), dove morì il successivo 15 novembre.
Biandrata fece adottare una confessione di fede secondo la quale Cristo doveva essere onorato e adorato, e fu riconosciuto il battesimo e la comunione degli infanti, mentre a capo della Chiesa fu nominato il suo seguace Demetrio Hunyadi. Con una lettera all'unitariano non adorantista Jacopo Paleologo, scritta il 10 gennaio 1580, Biandrata giustificò il suo comportamento con la necessità di garantire la sopravvivenza della Chiesa transilvana messa in pericolo, a suo avviso, dal radicalismo di Ferenc Dávid.
Nella corte del reggente dominavano ormai i gesuiti e Biandrata, guardato con risentimento dai numerosi seguaci di Dávid, continuò bensì il suo servizio di medico ma scelse di non prendere parte ai sinodi della Chiesa e di non scrivere più. Morì nel 1588, discretamente come aveva vissuto, passando dal sonno alla morte, e i suoi molti nemici, dopo aver insinuato che si fosse convertito al cattolicesimo, misero in circolazione anche la voce che fosse stato soffocato nel sonno dal nipote, desideroso di impadronirsi dell'eredità.

## Opere
- Gynaeceorum ex Aristotele et Bonaciolo a Georgio Blandrata medico Subalpino noviter excerpta de fecundatione, gravitate, partu et puerperio, Argentinae 1539
- Consultatio de promovenda fecundidate et de cura graviditatis, puerperii et primae natorum infantiae
- Cimezia muliebria
- Aenneas Bonacioli compendiata a Georgio Blandrata
- Demonstratio falsitatis doctrinae Petri Melii et reliquorum sophistarum per antithesis una cum refutatione antitheseon veri et Turcici Christi, Debreceni 1567
- Antithesis pseudochristi cum vero illo ex Maria nato, Albae Iuliae 1568
- Aequipollentes ex Scriptura phrases de Christo filio Dei ex Maria nato figuratae, Albae Iuliae 1568
- Quaestiones Georgii Blandratae cum responsionibus Ioannis Sommeri
- Theses XXX, tribus thesibus Francisci Davidis oppositae, 1578
- Loci aliquot insignes ex Scripturis Sanctis pro vera et solida Iesu Christi invocatione asserenda, in Iudicium ecclesiarum Polonicarum de causa Francisci Davidis, Claudiopoli, 1579
- Theses IX de Deo et filio eius Iesu Christo, in Defensio Francisci Davidis in negotio de non invocando Iesu Christo in praecibus
- Obiectiones ad Fausti Socini refutationeni thesium Francisci Davidis, 1579
- Antithesis in primum Ioannis caput iuxta doctrinam sophistarum quo opposita iuxta se magis elucescant
- Disputatio Blandratae vel quae Albae Iuliae acta sunt coram principe Transylvaniae Christophoro Bathoreo
- Georgii Blandratae confessio antitrinitaria

### Scritti in collaborazione
- Catechesis quam mediante Paruta in publica seu generali synodo Rodnothiensi celebrata pronunciari et publicari curavit
- Disputatio prima Albana seu Albensis habita anno 1566
- De vera et falsa unius Dei patris, Filii et Spiritus Sancti cognitione libri duo. Authoribus ministris ecclesiarum consentientium in Sarmatia et Transylvania, Albae Iuliae 1568
- Brevis enarratio disputationis Albanae de Deo trino et Christo duplici coram serenissimo principe et tota ecclesia decem diebus habita anno Domini 1568
- Epistola ad ecclesias minoris Poloniae Segesvaria, 1568
- De regno Christi liber primus. De regno Antichristi liber secundus. Accessit tractatus de paedobaptismo et circumcisione, Albae Iuliae 1569
- Refutatio scripti Georgi Majoris in quo Deum trinum in personis et unum in essentia, unicum deinde eius filium in persona et duplicem in naturis ex lacunis Antichristi probare conatus est. Auctoribus Francisco Davidis et Georgio Blandrata, 1569
- Epistola ad reverendissimos dominos Gregorium Pauli, Georgium Schomannum, Martinum Czechovicium et Alexandrum Vitrelinum et coeteros ministros ecclesiae Polonicae a Georgio Blandrata et Fausto Socino nomine ecclesiae Transylvanicae eiusdem confessionis scripta, 1579